# Shimla (distrikt)
Shimla (hindi: शिमला जिला) er et distrikt i den indiske delstat Himachal Pradesh. Distriktets hovedstad er Shimla. 

## Demografi
Ved folketællingen i 2011 var der 813,384 indbyggere i distriktet, mod 722,502 i 2001. Den urbane befolkningen udgjør 24,77 % af befolkningen.
Børn i alderen 0 til 6 år udgjorde 9,93 % i 2011 mod 11,78 % i 2001. Antallet af piger i den alder per tusinde drenge er 922 i 2011 mod 929 i 2001.